# Plana Küchenland
Plana Küchenland — торговая компания по продаже кухонной мебели с 47 филиалами в Германии.

## История
Первый завод компании Plana Küchenland был открыт в ноябре 1988 года в Вайнштадте.
В феврале 2007 года компания Plana Küchenland была поглощена совместным предприятием Culinoma Holding шведской компании Nobia и голландской компании De Mandemakers Groep BV в соотношении 50/50. 25 февраля 2010 года компания Nobia объявила о выходе из Culinoma Holding. Это означает, что с марта 2010 года De Mandemakers Groep является единственным владельцем.
В мае 2014 года компания Plana Küchenland была названа лучшим поставщиком кухонь в Германии в общенациональном исследовании, проведённом консультантом по управлению Service Value из Кёльна под руководством Deutschlandtest журнала Focus Money. Кроме того, в 2022 году компания Plana Küchenland стала победителем теста в исследовании «Рекомендовано клиентами» («Von Kunden Empfohlen») и занимает первое место с пометкой «Наивысшая рекомендация» («Höchste Weiterempfehlung»).